# Limagne
Limagne – zapadlisko śródgórskie o przebiegu południkowym, położone w północnej części Masywu Centralnego we Francji. Od zachodu ogranicza je pasmo Chaîne des Puys a od wschodu – Forez. Limagne to kotlina o płaskim dnie położona na wysokości 350 m n.p.m. Jedynie w południowej części znajdują się wzgórza pochodzenia wulkanicznego osiągające 700–850 m n.p.m. Limagne ma 90 km długości i od 15 do 40 km szerokości. Jej główną oś stanowi rzeka Allier. Na zachodnim obrzeżeniu Limagne położone jest miasto Clermont-Ferrand.
Nazwę Limagne noszą również położone bardziej na południe, w górnej części doliny Allier, kotliny w okolicach miast Issoire i Brioude. Nazywane są one odpowiednio Limagne d'Issoire i Limagne de Brioude. Stąd też Limagne w okolicach Clermont, największy z nich, nazywany bywa również Limagne de Clermont-Ferrand lub Grande Limagne. Zbiorcza nazwa dla tych trzech kotlin to les Limagnes.
Nazwa pochodzi od łacińskiego lac magnus, czyli "wielkie jezioro". Zapadlisko wypełniały niegdyś liczne jeziora, a w czasach historycznych rozległe bagna. Jeszcze w XVIII wieku zdarzały się przypadki utonięć. Wraz z upływem czasu i postępującą działalność człowieka, jeziora i bagna całkowicie zanikły, pozostawiając urodzajną glebę. Miąższość osadów Limagne oceniana jest na 1500 m.
Na równinie Limagne uprawia się głównie zboża, kukurydzę, tytoń szlachetny i buraki cukrowe. Popularna niegdyś hodowla krów została wyparta przez bardziej opłacalne uprawy zbożowe. Na zboczach znajdują się niewielkie winnice, m.in. w Corent i Châteaugay.